# Ochridopyrgula macedonica
Ochridopyrgula macedonica is een slakkensoort uit de familie van de Hydrobiidae. De wetenschappelijke naam van de soort is voor het eerst geldig gepubliceerd in 1896 door Brusina.